# مشفهة نومانية
مشفهة نومانية (الاسم العلمي: Chiloglanis neumanni) (بالإنجليزية: Neumann's suckermouth)‏ هي نوع من الأسماك تتبع جنس المشفهة من فصيلة الموشوكيات.